# Королівські ліси

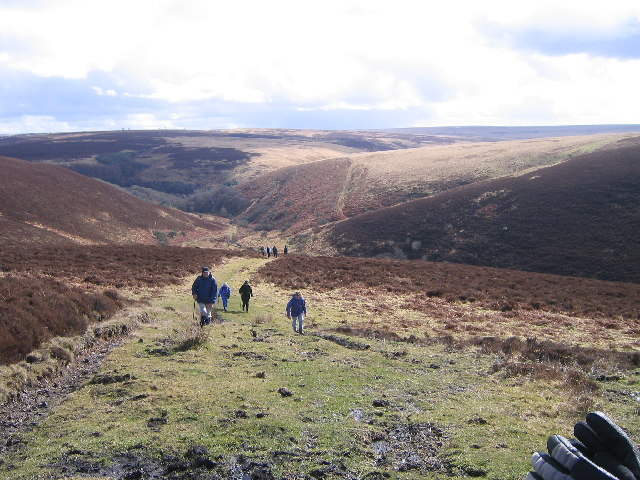
Королівський ліс у Девоні. Королівські ліси не обов’язково включають в себе лісову місцевість

Королівські ліси (або заповідні ліси; англ. Royal forest; лат. silva regis) — лісові масиви у середньовічній Європі, що перебували у власності королів й були об’єктом особливого феодального лісового права, яке характеризувалось вкрай суворими санкціями за утискання прав монарха на полювання та розпорядження лісовими ресурсами. Найбільшого розвитку інституція королівських заповідних лісів отримала в Англії кінця XI — початку XIII століть.

## Виникнення
В Англії правова система королівського лісу була одним з небагатьох нових інститутів, введених у країні після нормандського завоювання, які торкнулись практично усього англійського суспільства. У пізньому англосаксонському періоді також існували ліси, що належали королю, а Канут Великий встановлював покарання за полювання у його заповідниках, однак англосаксонська держава не виділяла лісове право як самостійну галузь права. У період англо-нормандської монархії відносини щодо лісу перетворились на абсолютно особливий інститут, виведений з системи звичаєвого права й регулювався винятково королівськими вказівками. З самого початку лісове право Англії відзначалось жорстокими покараннями за порушення королівських указів стосовно лісу. За свідченням Англосаксонського часопису, Вільгельм Завойовник встановив, що за убивство оленя у королівському лісі належало засліпити злочинця. Покарання стали жорстокішими за Вільгельма II та його наступників. Важливість лісового права була настільки великою, що під час перевидання Великої хартії вольностей у 1217 році її положення, що стосувались заповідних лісів, були виділені в окремий закон — Лісову хартію Генріха III.

## Королівське полювання

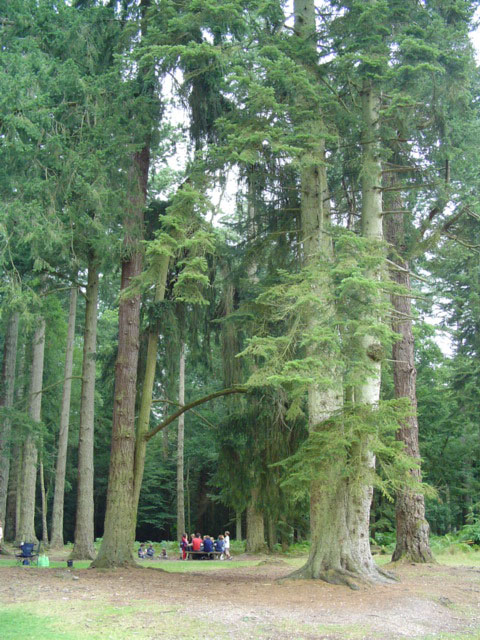
колишні королівські мисливські угіддя в сучасному НПП Нью-Форест

Особливий статус королівських лісів був пов’язаний з тим, що полювання було основною розвагою короля і нормандської аристократії у проміжках між військовими походами й клопотами з управління країною.
Саме з метою збереження тваринного світу англійських лісів для полювання та розваг короля й було розроблено окреме і досить жорстоке за своїми санкціями лісове право. Об’єктами королівського полювання (тваринами королівського лісу (англ. beasts of the Forest), як іменували їх середньовічні джерела) було досить обмежене коло тварин: олень, лань,  сарна й вепр. 
Барони у власних лісах, а також деякі особи, що отримали особливий дозвіл монарха, могли полювати на лисиць, вовків, куниць, зайців, кролів та іншу дрібну дичину, а також фазанів та куріпок, однак чотири види тварин королівського полювання мали залишатись недоторканими. 
За Едуарда III з цього переліку королівських тварин було виключено сарну, яку розглядали як конкурентний вид у відношенні до популяцій благородних оленів. Хоча на вепра мав право полювати тільки король й випадки дарування таких привілеїв іншим особам не відомі, свиня дика як вид в Англії була цілковито винищена ще до завершення XIII століття. 
З іншого боку, чисельність вовків у XII столітті була настільки високою, що королі утримували цілий штат єгерів і мисливців для винищення цих хижаків, і за голову убитого вовка належала нагорода. В результаті за кілька століть вовки також цілком зникли з лісів Англії.
Звичайним способом полювання короля й аристократії у середньовічній Англії було полювання з псами. Зграю собак очолювала міцна гонча, яка знаходила і починала переслідування здобичі з її лігва та уводила за собою решту. За нею йшли кілька борзих, що орієнтувались, в основному, зором, й велика кількість інших гончих псів, що йшли слідом здобичі. Організацією полювання монарха займався цілий штат службовців: лісничі, єгері, загонщики, псарі. На території лісового масиву король, зазвичай, мав свій маєток чи досить місткий мисливський будинок, звідки він також міг керувати країною та де іноді проходили засідання королівської курії.
На чолі усього штату королівських слуг, що займались полюванням, стояв хранитель королівського лісу, який призначався, часто з аристократів, до кожного лісових масивів Англії. Йому також підпорядковувались посадові особи, відповідальні за підтримання порядку в заповідних лісах: агістери, що займались збиранням платежів за випас селянами своєї худоби у королівському лісі, рейнджери, які виконували поліцейські функції за плату, та сержанти, які контролювали додержання законів короля у лісах за надання їм земельної ділянки. Окрім того, існували інспектори, що встановлювали кордони королівського лісу та займались конфліктами із земельних прав з селянами.

## Територія

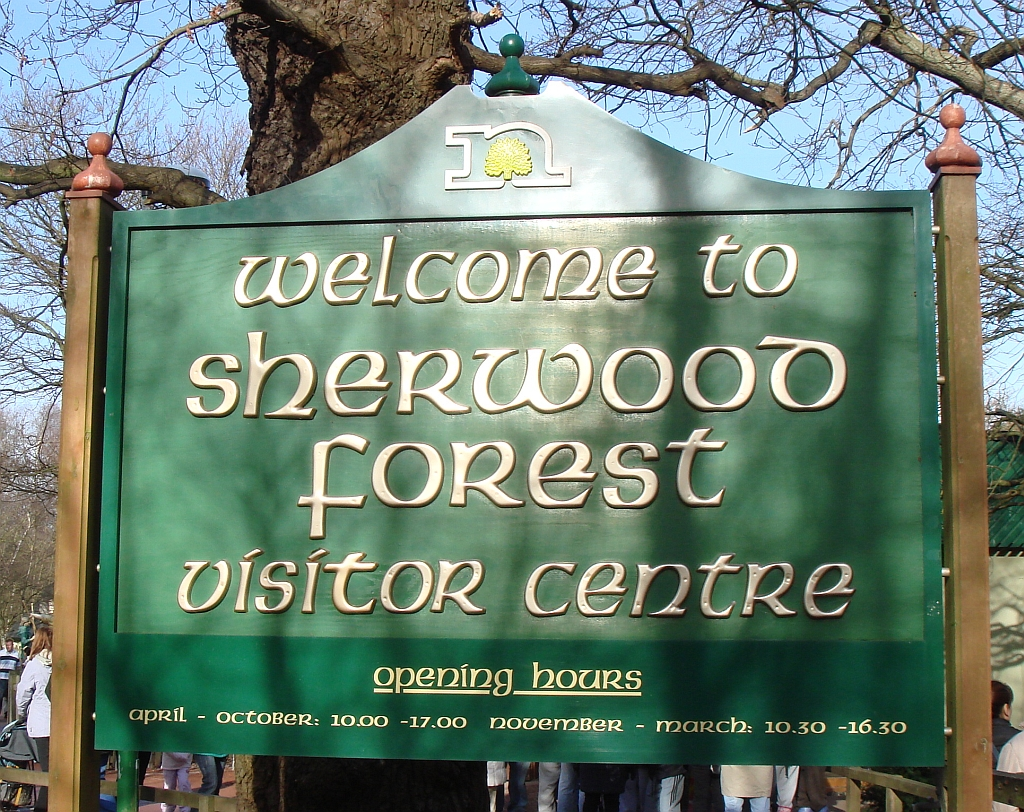
Сучасний візит-центр в Шервуді

До поняття «королівського лісу» включались не лише власне лісові масиви, але й пустоші, луки й заболочені території, де могли харчуватись олені й інші об’єкти королівського полювання. На землях, оголошених заповідником, також могли знаходитись житлові поселення, аж до невеликих міст, які опинялись таким чином під дією лісового права. Території, виділені під королівські ліси, розташовувались у всіх частинах країни. Їх площа неухильно зростала у період правління Нормандської династії й досягла піку за Генріха II, коли територія заповідних лісів склала близько третини загальної площі Англії . Згодом, під тиском аристократії, невдоволеної вилученням такої кількості земель для особистих цілей короля, та через потреби англійських монархів у грошових коштах для ведення війн у Франції, що різко зросли, значна частина королівського лісу була повернута за винагороду баронам чи переведена у розряд територій звичаєвого права. Однак ще за часів правління Річарда I та його найближчих наступників зберігалась практика оголошення заповідним лісом крупних територій, що призводило до вигнання жителів сіл та розграбування селянських господарств. Найбільш відомий приклад Нью-Фореста, величезної території у південному Гемпширі, проголошеної королівським лісом ще 1079 року. Під дією лісового права перебували цілком графство Ессекс, а від Лінкольнширу до Темзи тягнувся майже безперервний ланцюг заповідників (Кестевен, Ратленд, Гантінгдон, Рокінгем, Селсі, Вайтвуд, Бернвуд, Віхвуд). Крупним лісовим масивом був Віндзорський ліс на південний захід від Лондона й Шервудський ліс у Ноттінгемширі. З усіх англійських графств лише у Норфолку, Саффолку й Кенті не існувало королівських лісів.

## Право королівського лісу
Лісове право регулювалось винятково законами короля, а не звичаєвим правом Англії. Це дозволяло сучасникам говорити, що стосовно королівських лісів не існує абсолютної справедливості, а лише справедливість за законами про ліс. Загальним принципом лісового права у середньовічній Англії була заборона будь-якого приниження прав короля стосовно його заповідників. Тваринний світ і його середовище проживання перебували під особливим захистом короля. Полювання, а також вирубка лісу або чагарників, були категорично заборонені. Селяни, що проживали на території королівських лісів, мали деякі привілеї: вони могли пасти свою худобу в лісах упродовж всього року, окрім періоду окоту оленів: два тижні до і після літнього сонцестояння, за умови сплати невеликого платежу (паннаж), що збирався королівськими чиновниками. Селяни також могли збирати сухостій для опалення й ремонту свого житла. Однак будь-яке інше зазіхання на рослинний і тваринний світ королівського лісу жорстко каралось державою. Було заборонено загороджувати ділянки для пасовищ чи зводити будівлі в межах лісу, розчищати ліс для пахоти і просто рубати дерева або чагарники. Селянин не міг мати при собі на території лісу лук, стріли та будь-яку іншу зброю, а у його собаки мали бути вирвані кігті на передніх лапах, щоб вона не могла переслідувати здобич.
У Вудстокській асизі 1184 року, першій збірці законів англійських королів з лісового права, міститься комплекс заходів проти завдання збитків королівського лісу. Окрім лісів, що перебувають у безпосередній власності короля, під дію лісових законів частково підпадали також будь-які лісові масиви в Англії, в тому числі й ті, що належали баронам і перебували у громадській власності: їхні власники не могли полювати на оленів, кабанів і деяких інших представників тваринного світу лісів під страхом крупного штрафу на користь короля. У разі знаходження костей чи м’яса оленя або іншої тварини королівського лісу жителі чотирьох окільних сіл мали негайно провести розслідування, встановити винуватця та ув’язнити його до чергової сесії королівського суду. Якщо заарештованому вдалось вижити в очікуванні суду, він міг бути засуджений до штрафу, розмір якого був абсолютно довільним, тюремному ув’язненню на тривалий термін, вигнанню й конфіскації усієї його власності, засліплення чи страти. Якщо злочинця не було знайдено, провина лягала на жителів окільних сіл, які сплачували величезний штраф або могли бути позбавлені вільного статусу й перетворені на віланів. Штрафами карались і ті службовці королівського лісу, неналежне виконання обов’язків яких призвело до збитку для тваринного й рослинного світу заповіднику. Лише після затвердження Великої хартії вольностей у 1215 році та Лісової хартії у 1217 році санкції за завдання збитку королівським лісам були знижені, і страта як покарання за полювання без дозволу припинила застосовуватись.
Для виконання законів про ліс і покарання злочинців існувала ціла система спеціальних судів :
- Суд арешту (англ. Court of attachment), що засідав кожні сорок днів під головуванням хранителя лісу чи його заступника, який ініціював судове розслідування злочинів проти лісу, реєстрував заарештованих звинувачуваних й визначав, до якої інстанції необхідно направити дану справу.
- Суд відносин (англ. Court of regard), який розглядав справи про порушення закону про обов’язкове позбавлення собак кігтів.
- Свейнмот (англ. Swainmote), що засідав три рази на рік за участю практично всіх судових і поліцейських службовців королівського лісу і розглядав питання випасу селянами худоби у заповідниках та сплати відповідного платежу (паннажу).
- Виїзний суд (англ. Court of eyre) — вища судова інстанція у справах лісового права, що засідав раз на три роки під головуванням спеціальних суддів виїзних сесій, які виносили вироки у злочинах проти прав короля стосовно заповідних лісів.

Дані судові органи склались лише наприкінці високого Середньовіччя, у більш ранні періоди, коли територія королівського лісу була максимальною, а правові норми — найбільш жорсткими, окремі суди для кожної категорії справ ще не склались, а засідання судових колегій були більш регулярними. У деяких королівських лісах упродовж всієї історії їх існування один судовий орган виконував функції кількох. Зі зниженням значення лісового права в Англії суди у справах королівських лісів розформовувались. У 1817 році було скасовано пост виїзного судді.

## Фінансове значення. Межі закону
Завдяки великим штрафам, що накладались на порушників законів про ліс, королівські заповідники у XI—XIII століттях відігравали велику роль для фінансування державних видатків. У 1176 році в одному лише Гемпширі за злочини проти королівського лісу було засуджено понад сотню чоловік, а сума стягнутих штрафів і платежів за вигул худоби перевищила 2000 фунтів стерлінгів. Наприкінці XII століття доля надходжень від заповідних лісів становила 9,8 % прибутків королівської казни. Істотне значення ліси мали також як джерело матеріалу для будівництва морського флоту, культових споруд, королівських палаців і замків. Нарешті, звірина була одним з найважливіших продуктів харчування аристократії й короля.
Незважаючи на всю жорстокість законів про королівський ліс, застосування їх на практиці не завжди було послідовним. Багато службовців королівського лісу, які були такими самими утримувачами земель, як і інші дрібні лицарі, сержанти чи фригольдери лісової округи, не завжди виконували суворі постанови короля й часто затуляли очі на невеликі проступки проти лісового права. 

## Еволюція інституту королівського лісу
Зловживання королями своїми правами стосовно лісів, вилучення крупних територій під дією лісового права й обмеження можливостей аристократії в галузі полювання та експлуатації лісових ресурсів вели до зростання невдоволення англійських баронів і лицарів. Вимоги обмеження королівських прерогатив у галузі лісового права стали одним з основних пунктів програми масового руху аристократії на початку XIII століття проти короля Іоанна Безземельного, що завершився затвердженням «Великої хартії вольностей»  у 1215 році. Цей документ, зокрема, обмежив повноваження судів з лісового права стосовно осіб, що безпосередньо не проживали на території королівських лісів, анулював всі акти короля Іоанна про організацію нових заповідників та започаткував спеціальні комісії з лицарів графств для розслідування зловживань королівських суддів та інших чиновників короля у галузі лісового права. У 1217 році закони про королівські ліси були виділені в окремий документ — «Лісову хартію» Генріха III. «Лісова хартія» ще більше обмежила права короля на започаткування заповідників, вказала вивести зі сфери дії лісового права ліси, що перебувають поза королівським доменом, заборонила карати за порушення прав полювання стратою й розширила права підданих на користування лісовими ресурсами. Едуард I продовжив практику обмеження королівської прерогативи у сфері лісового права, затвердивши 1299 року «Ордонанс про ліс», яким було скасовано найбільш явні зловживання королівських чиновників й проведено ревізію всіх заповідників. У 1299—1300 роках багато лісів було виведено зі сфери дії лісового права, площа королівських заповідників істотно зменшилась.
До кінця Середньовіччя інститут заповідних лісів став архаїчним, а закони про покарання за полювання без дозволу стали застосовуватись рідше. У Тюдорівський період лісове право застосовувалось, головним чином, з метою збереження стройового лісу. Останньої спроби відродження чинності лісових законів з метою збирання коштів з населення було вжито Карлом I у 1635 році, коли інші способи сплати видатків короля були вичерпані. Останнє засідання виїзних судів лісового права відбулось у 1670 році. Тим не менше, ліси, що перебували у королівській власності, збереглись донині. Наприкінці XVIII — початку XIX століття площа англійських лісів навіть дещо збільшилась за рахунок нових посадок, які планувалось використовувати як ресурс корабельної деревини. У 1810 році було створено Комісію у справах лісів та земельних прибутків, в управління якої перейшли заповідні ліси Англії. У 1919 році її було перетворено на Лісову комісію Великої Британії. Нині під управлінням та охороною Лісової комісії перебуває 772 000 гектарів лісових масивів. Деякі колишні королівські ліси (Нью-Форест, Дартмур, Ексмур, Нортумберлендский ліс) були перетворені на національні парки.